# 福井美恵子
福井 美恵子（ふくい みえこ、1956年12月3日 - 1980年11月30日）は、滋賀県蒲生郡日野町出身の日本の女子バスケットボール選手。ポジションはセンター。184cm。

## 生涯
中学ではバレーボール部に所属するが、高校女子バスケの名将原田茂監督の誘いを受け樟蔭東高校に進学しバスケットボールに転向。インターハイ・国体で優勝に輝き、全日本ジュニアにも選ばれた。
卒業後の1975年、ユニチカに入社。日本リーグ新人王を獲得。1977-78シーズンにはリーグ優勝の原動力となり、この年より3年連続でベスト5に選ばれた。
また、全日本のメンバーとして1975年世界選手権準優勝メンバーとなる。
翌年のモントリオールオリンピックにも控えとして出場した。
1979年世界選手権では全8試合に出場。
幼い頃から抱えていた内臓疾患が悪化したため1980年にユニチカを退社。その後も病院で療養しながら復帰を目指したものの、同年11月30日に心不全のため23歳で死去した。
モスクワ五輪代表だった元バレーボール選手の水原理枝子はユニチカの同期入社にあたる。